# Новаци (Уб)
Новаци су насеље у Србији у општини Уб у Колубарском округу. Према попису из 2022. било је 565 становника.

## Историја
Први помен села је забележен у турском попису (тефтеру) за хиџретску 934. годину, тј. 1527/1528. годину по садашњем рачунању времена.

Транскрибован на модерни турски, са османске арабице, унос са 231. странице тефтера TD 144 је гласио овако:
Novak karye, Valyeva nahiye - Село Новак, Нахија Ваљево

## Демографија
У насељу Новаци живи 735 пунолетних становника, а просечна старост становништва износи 45,0 година (44,7 код мушкараца и 45,4 код жена). У насељу има 261 домаћинство, а просечан број чланова по домаћинству је 3,37.
Ово насеље је великим делом насељено Србима (према попису из 2002. године).
|  |

| Демографија | Демографија | Демографија |
| Година      | Становника  | Становника  |
| ----------- | ----------- | ----------- |
| 1948.       | 1.308       |             |
| 1953.       | 1.393       |             |
| 1961.       | 1.351       |             |
| 1971.       | 1.305       |             |
| 1981.       | 1.185       |             |
| 1991.       | 1.067       | 1.025       |
| 2002.       | 879         | 907         |

| Етнички састав према попису из 2002.‍ | Етнички састав према попису из 2002.‍ | Етнички састав према попису из 2002.‍ | Етнички састав према попису из 2002.‍ | Етнички састав према попису из 2002.‍ |
| ------------------------------------ | ------------------------------------ | ------------------------------------ | ------------------------------------ | ------------------------------------ |
|                                      |                                      |                                      |                                      |                                      |
| Срби                                 | Срби                                 |                                      | 859                                  | 97,72%                               |
| Роми                                 | Роми                                 |                                      | 16                                   | 1,82%                                |
| Хрвати                               | Хрвати                               |                                      | 2                                    | 0,22%                                |
| Црногорци                            | Црногорци                            |                                      | 1                                    | 0,11%                                |
| непознато                            | непознато                            |                                      | 1                                    | 0,11%                                |

| Година пописа     | 1948. | 1953. | 1961. | 1971. | 1981. | 1991. | 2002. |
| ----------------- | ----- | ----- | ----- | ----- | ----- | ----- | ----- |
| Број домаћинстава | 212   | 232   | 259   | 290   | 290   | 278   | 261   |

| Број чланова      | 1  | 2  | 3  | 4  | 5  | 6  | 7 | 8 | 9 | 10 и више | Просек |
| ----------------- | -- | -- | -- | -- | -- | -- | - | - | - | --------- | ------ |
| Број домаћинстава | 46 | 67 | 41 | 36 | 24 | 30 | 8 | 6 | 2 | 1         | 3,37   |

| Пол    | Укупно | Неожењен/Неудата | Ожењен/Удата | Удовац/Удовица | Разведен/Разведена | Непознато |
| ------ | ------ | ---------------- | ------------ | -------------- | ------------------ | --------- |
| Мушки  | 386    | 104              | 246          | 23             | 9                  | 4         |
| Женски | 372    | 44               | 246          | 77             | 5                  | 0         |
| УКУПНО | 758    | 148              | 492          | 100            | 14                 | 4         |

| Пол    | Укупно                    | Пољопривреда, лов и шумарство | Рибарство                            | Вађење руде и камена | Прерађивачка индустрија       |
| ------ | ------------------------- | ----------------------------- | ------------------------------------ | -------------------- | ----------------------------- |
| Мушки  | 306                       | 271                           | 0                                    | 1                    | 9                             |
| Женски | 215                       | 201                           | 0                                    | 0                    | 3                             |
| УКУПНО | 521                       | 472                           | 0                                    | 1                    | 12                            |
| Пол    | Производња и снабдевање   | Грађевинарство                | Трговина                             | Хотели и ресторани   | Саобраћај, складиштење и везе |
| Мушки  | 1                         | 3                             | 3                                    | 2                    | 6                             |
| Женски | 0                         | 0                             | 4                                    | 0                    | 1                             |
| УКУПНО | 1                         | 3                             | 7                                    | 2                    | 7                             |
| Пол    | Финансијско посредовање   | Некретнине                    | Државна управа и одбрана             | Образовање           | Здравствени и социјални рад   |
| Мушки  | 0                         | 0                             | 3                                    | 3                    | 0                             |
| Женски | 0                         | 0                             | 2                                    | 1                    | 1                             |
| УКУПНО | 0                         | 0                             | 5                                    | 4                    | 1                             |
| Пол    | Остале услужне активности | Приватна домаћинства          | Екстериторијалне организације и тела | Непознато            | Непознато                     |
| Мушки  | 1                         | 0                             | 0                                    | 3                    | 3                             |
| Женски | 0                         | 0                             | 0                                    | 2                    | 2                             |
| УКУПНО | 1                         | 0                             | 0                                    | 5                    | 5                             |